# لويس ديفيد فيلازكيز
لويس ديفيد فيلازكيز (بالإسبانية: Luis David Velázquez)‏ هو لاعب كرة قدم مكسيكي في مركز الدفاع، ولد في 29 ديسمبر 1984 في مدينة فيراكروز في المكسيك. لعب مع أتلانتي إف سي وطوروس نيزا وكلوب ليون.

## وصلات خارجية
- لويس ديفيد فيلازكيز على موقع الاتحاد الدولي (مؤرشف)  (الإنجليزية)
- لويس ديفيد فيلازكيز على موقع قاعدة بيانات كرة القدم.إي يو (الإنجليزية)